# Oliver Morosco
Oliver Morosco (Logan, 20 giugno 1875 – Hollywood, 25 agosto 1945) è stato un produttore teatrale e cinematografico statunitense.
Proprietario di teatri, fondò anche una compagnia cinematografica, la Oliver Morosco Photoplay Company. Molti degli attori che lavoravano per lui in teatro, passarono a recitare per il cinema. Nel 1916, si fuse con la Famous Players-Lasky Corporation di Adolph Zukor.

## Filmografia

### Produttore
- Captain Courtesy, regia di Phillips Smalley e Lois Weber (1915)
- Kilmeny, regia di Oscar Apfel (1915)
- The House of Lies, regia di William Desmond Taylor (1916)
- Her Father's Son, regia di William Desmond Taylor (1916)
- His Sweetheart, regia di Donald Crisp (1917)
- The Highway of Hope, regia di Howard Estabrook (1917)
- Jack and Jill, regia di William Desmond Taylor (1917)

### Sceneggiatore
- Pretty Mrs. Smith, regia di Hobart Bosworth (1915)
- The Wild Olive, regia di Oscar Apfel (1915)
- So Long Letty, regia di Al Christie (1920)
- The Half Breed, regia di Charles A. Taylor (1922)
- So Long Letty, regia di Lloyd Bacon (1929)